# Хлопівка
Хлопі́вка — село в Україні, у Хоростківській міській громаді Чортківського району Тернопільської області. Розташоване на річці Тайна, на півночі району. До 2015 — центр Хлопівської сільської ради.
Населення — 1118 осіб (2007).
Сільський голова: Касіян Олександра Іванівна (Обновлено: 2014 року)

## Історія
Перша писемна згадка — 1458.
Назва походить, імовірно, від слова «холопи» — поселення, в якому проживали селяни-кріпаки.
Внаслідок 1-го поділу Речі Посполитої село з 1772 р. належало до Австрії (Тернопільський циркул, після 1816 р. — Чортківський); упродовж 1863—1914 рр. — Гусятинського повіту.
1921—1939 рр. село Копичинецького повіту Тернопільського воєводства.
Діяли філії товариств «Просвіта», «Луг» (понад 100 хлопців і дівчат), «Сільський господар» та інші, кооператива.
Наприкінці 1939 р. створено колгосп.
Від січня 1940 р. до травня 1963 р. село — Копичинецького району.
Від 6 липня 1941 р. до 23 березня 1944 р. — село під нацистською окупацією.
В роки німецько-радянської війни :
- у Червоній армії загинуло 36 чоловіків із села.
- Репресовано 15 жителів села.
- В УПА загинули: Василь Кулак («Крук»; 1918–р. см. невід.), Петро Лозінський («Жура»; 1914—1946), Євстахій Твардовський («Сталь» 1914—1948).[1]

1961 — місцевий колгосп об'єднано з радгоспом у Хоросткові; на базі цього господарства згодом створено Тернопільську обласну сільсько-господарську дослідну станцію.
1962 р. влада закрила церкву Івана Богослова (1895 р., мурована); богослужіння відновлено у 1991 році.
Від травня 1963 р. до січня 1965 р. село — Чортківського; відтоді й до 2020 — Гусятинського районів.
2002 р. завершено газифікацію села.
12 червня 2020 року, відповідно до розпорядження Кабінету Міністрів України № 724-р «Про визначення адміністративних центрів та затвердження територій територіальних громад Тернопільської області» увійшло до складу Хоростківської міської громади.
19 липня 2020 року, в результаті адміністративно-територіальної реформи та ліквідації Гусятинського району, село увійшло до складу новоутвореного Чортківського району.

## Політика

### Парламентські вибори, 2019
На позачергових парламентських виборах 2019 року у селі функціонувала окрема виборча дільниця № 610260, розташована у приміщенні будинку культури.
Результати
- зареєстровано 806 виборців, явка 55,71 %, найбільше голосів віддано за «Слугу народу» — 38,55 %, за Всеукраїнське об'єднання «Батьківщина» — 12,70 %, за «Голос» — 11,11 %.[4] В одномандатному окрузі найбільше голосів отримав Ігор Сопель (Слуга народу) — 37,50 %, за Миколу Люшняка (самовисування) — 27,78 %, за Романа Василіцького (Об'єднання «Самопоміч») — 10,65 %[5].

## Релігія
- церква святого апостола і євангеліста Іоана Богослова (1905, мурована, ПЦУ),
- церква святого апостола Івана Богослова (УГКЦ),
- капличка (1993).

## Пам'ятки
Встановлено пам'ятний хрест на честь скасування панщини (відновлено 1991), насипано символічну могилу Борцям за волю України.
- Братська могила[d] воїнів Української Повстанської Армії;
- Поселення Хлопівка I[d] (черняхівська культура);
- Поселення Хлопівка II[d] (черняхівська культура);
- Курган Хлопівка III[d] (ранній залізний вік);
- Курган Хлопівка IV[d] (ранній залізний вік);
- Курганна група Хлопівка V[d];

## Соціальна сфера
Працюють ЗОШ 1 ступ., клуб, бібліотека, ФАП, дитячий садок, торгові заклади.

## Відомі люди

### Народилися
- іконописець-ієромонах Ювеналій Мокрицький;
- М. Бендина, Я. Біла — одні з праведників народів світу
- громадсько-політичні діячі Темницькі:
- учасник Акту Злуки УНР і ЗУНР, міністр закордонних справ УНР, літератор, публіцист Володимир Темницький (1879—1938),
- учасник національно-визвольних змагань, заступник голови міста Одеси Омелян Темницький (1881—1918),
- священик, публіцист Микола Темницький (1847—1921; батько Володимира і Омеляна);
- спортсмен (пауерліфтинг, майстер спорту міжнародного класу, чемпіон України, 2005) Василь Хорощак (1975 р. н.)

## Галерея

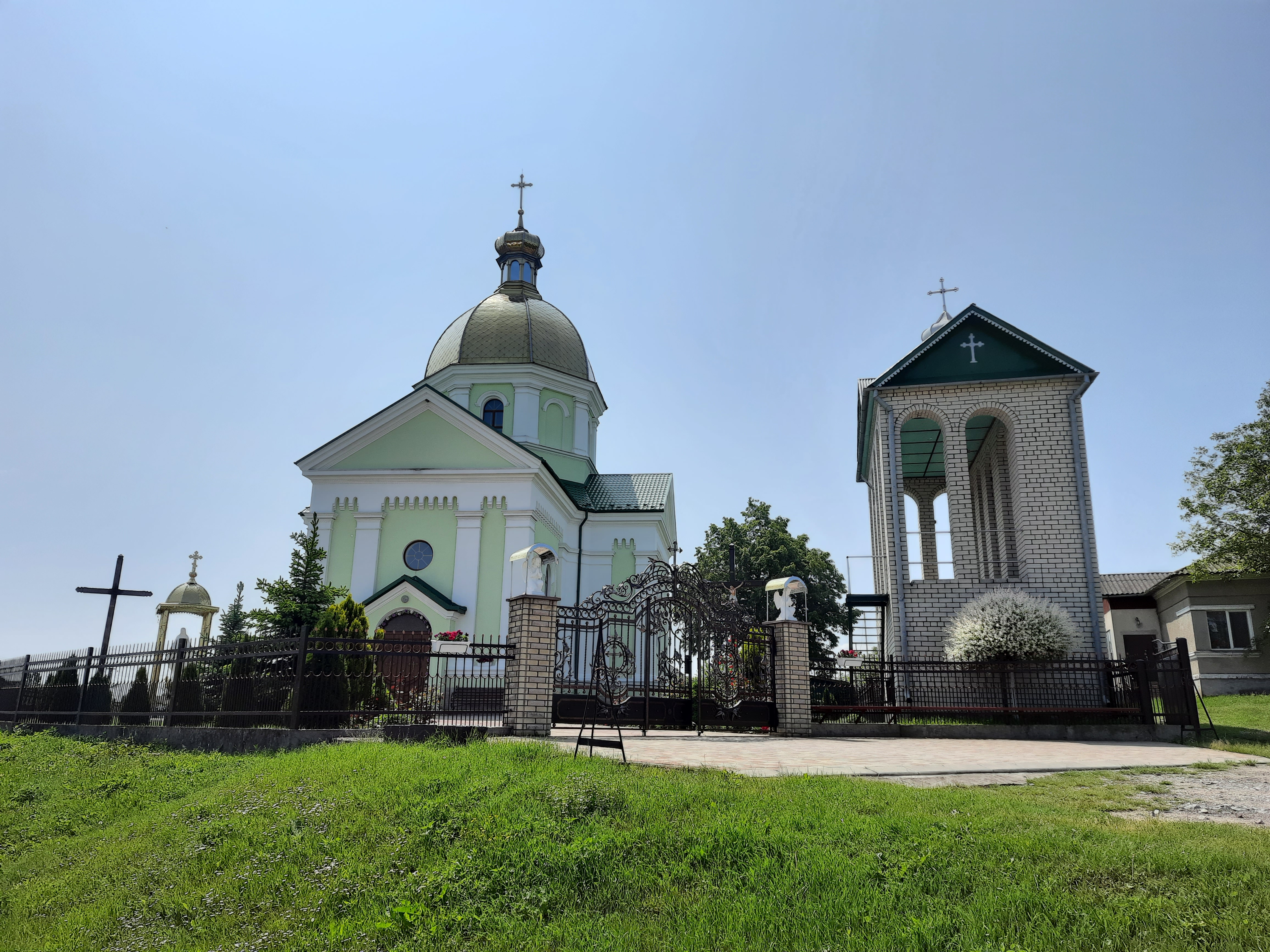
Церква Святого Апостола Івана Богослова (1895р) ПЦУ
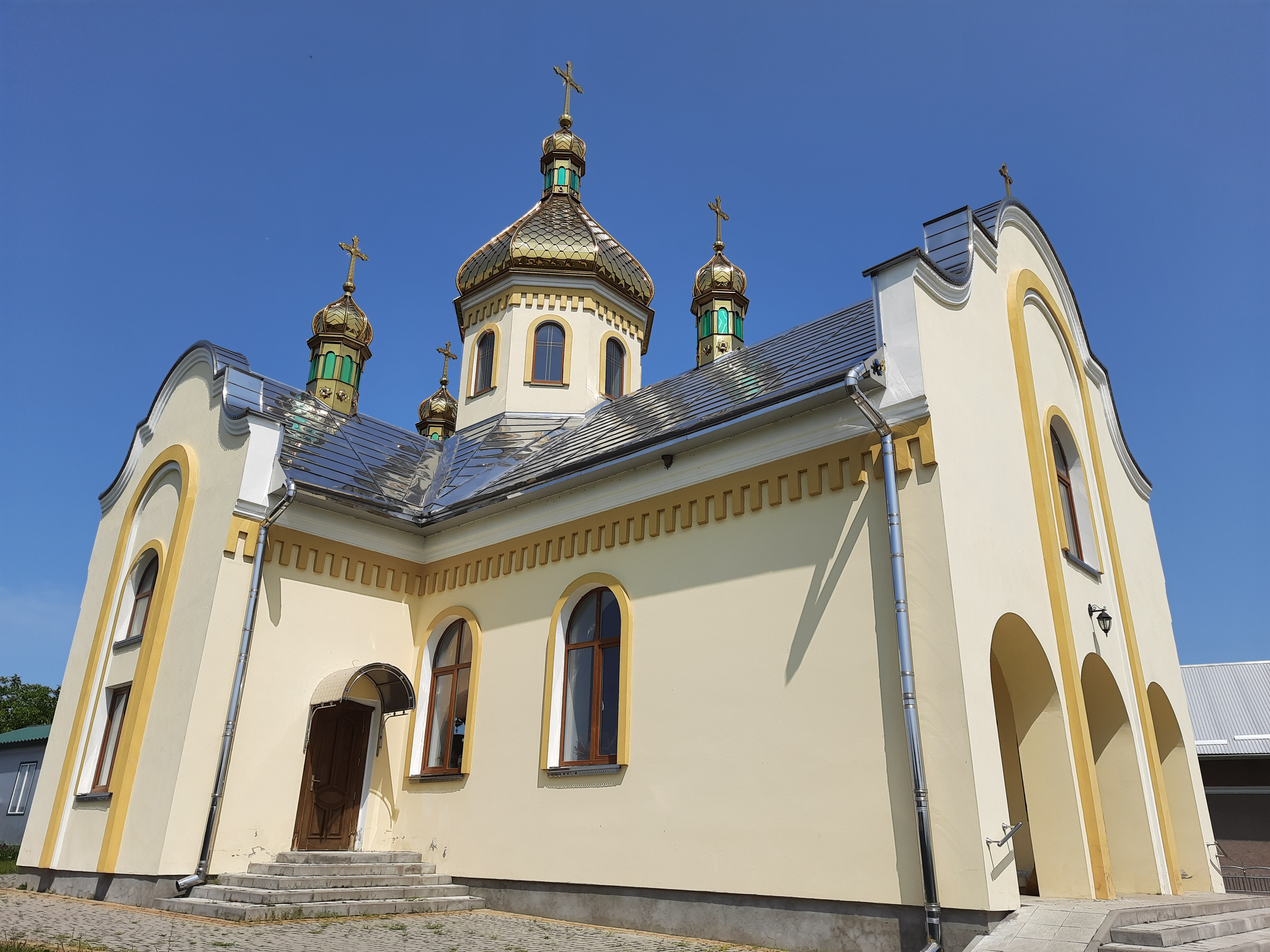
Церква Святого Апостола Івана Богослова УГКЦ
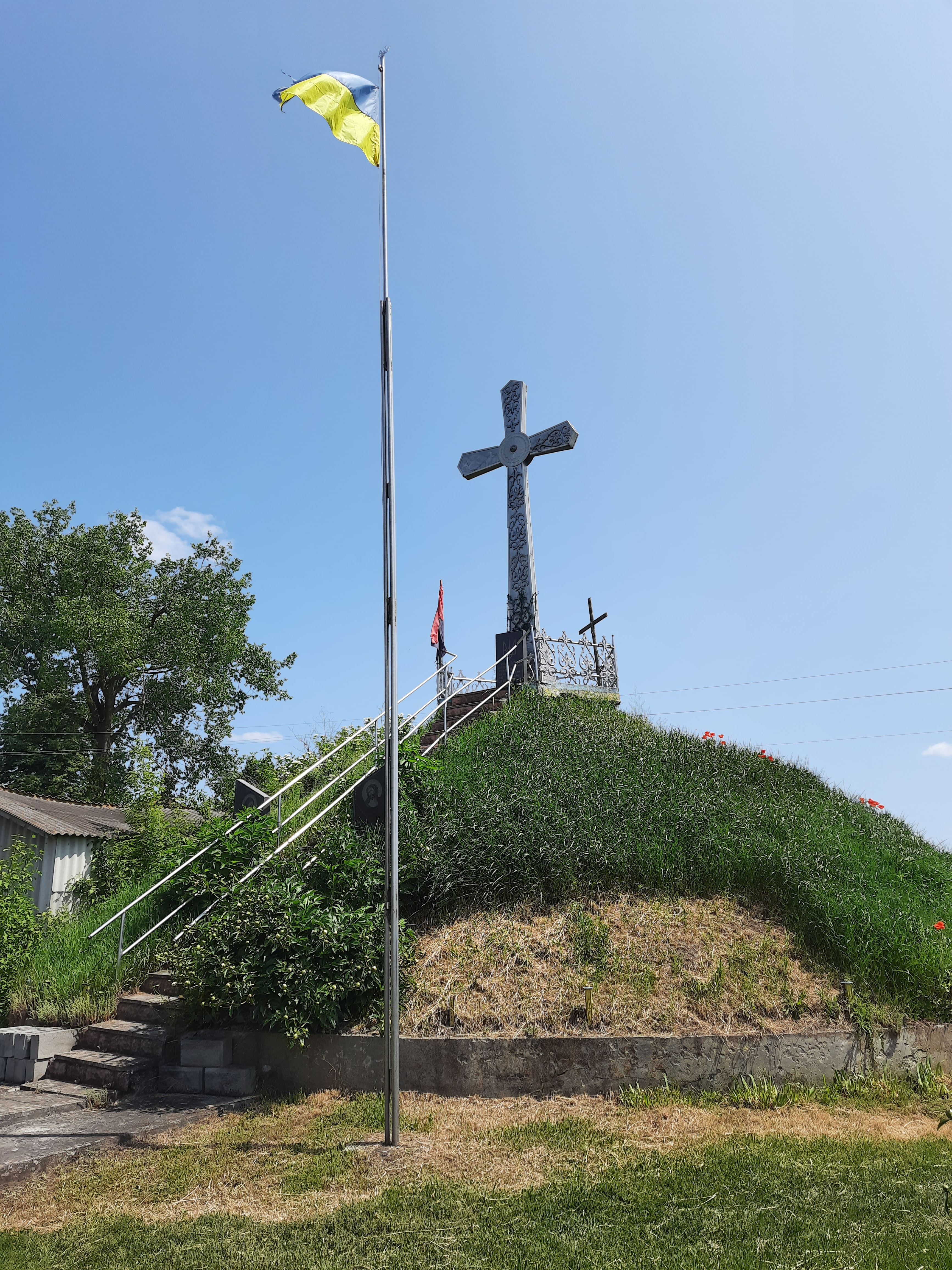
Символічна могила Борцям за волю України
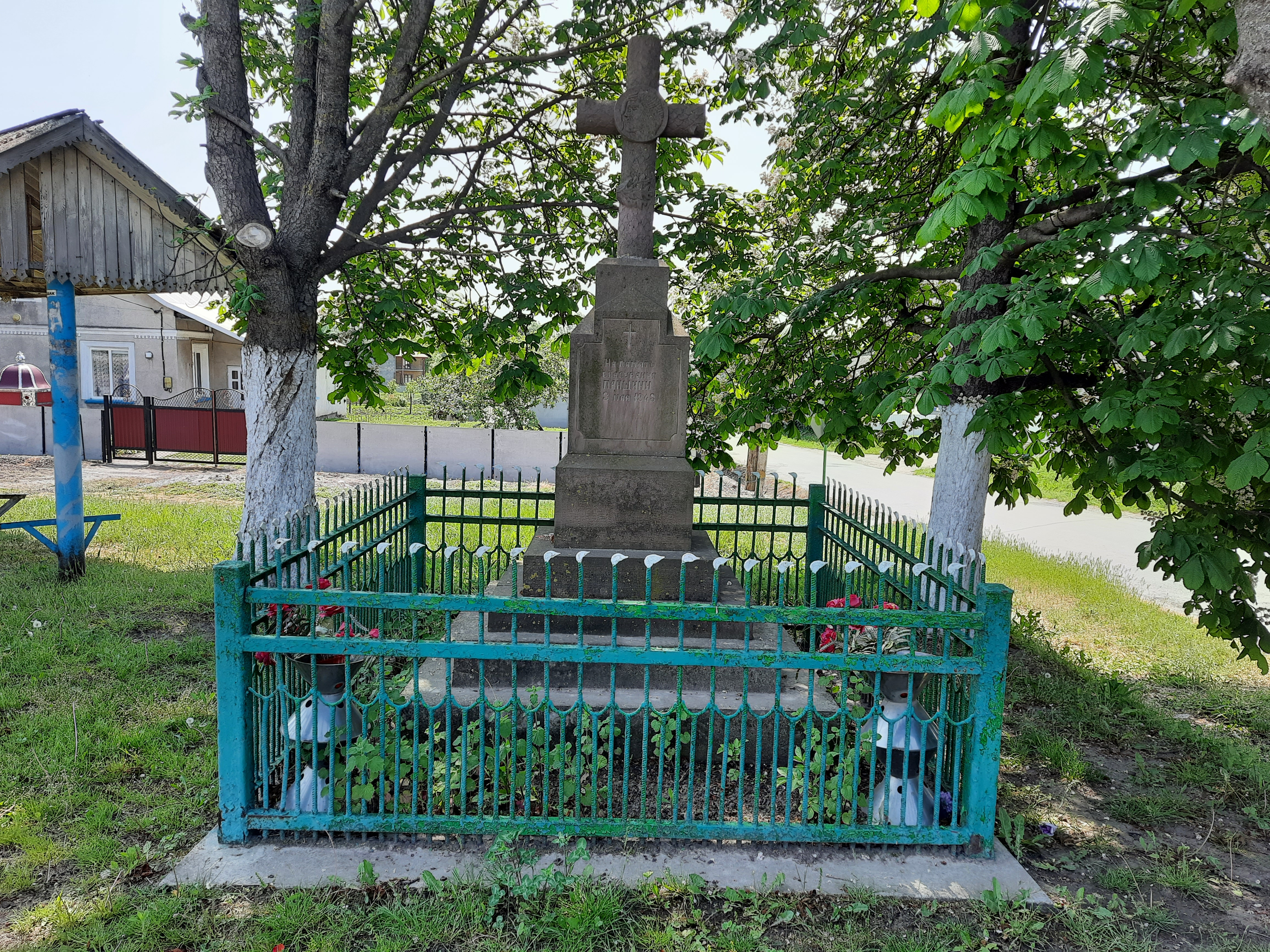
Пам'ятний хрест з нагоди скасування панщини
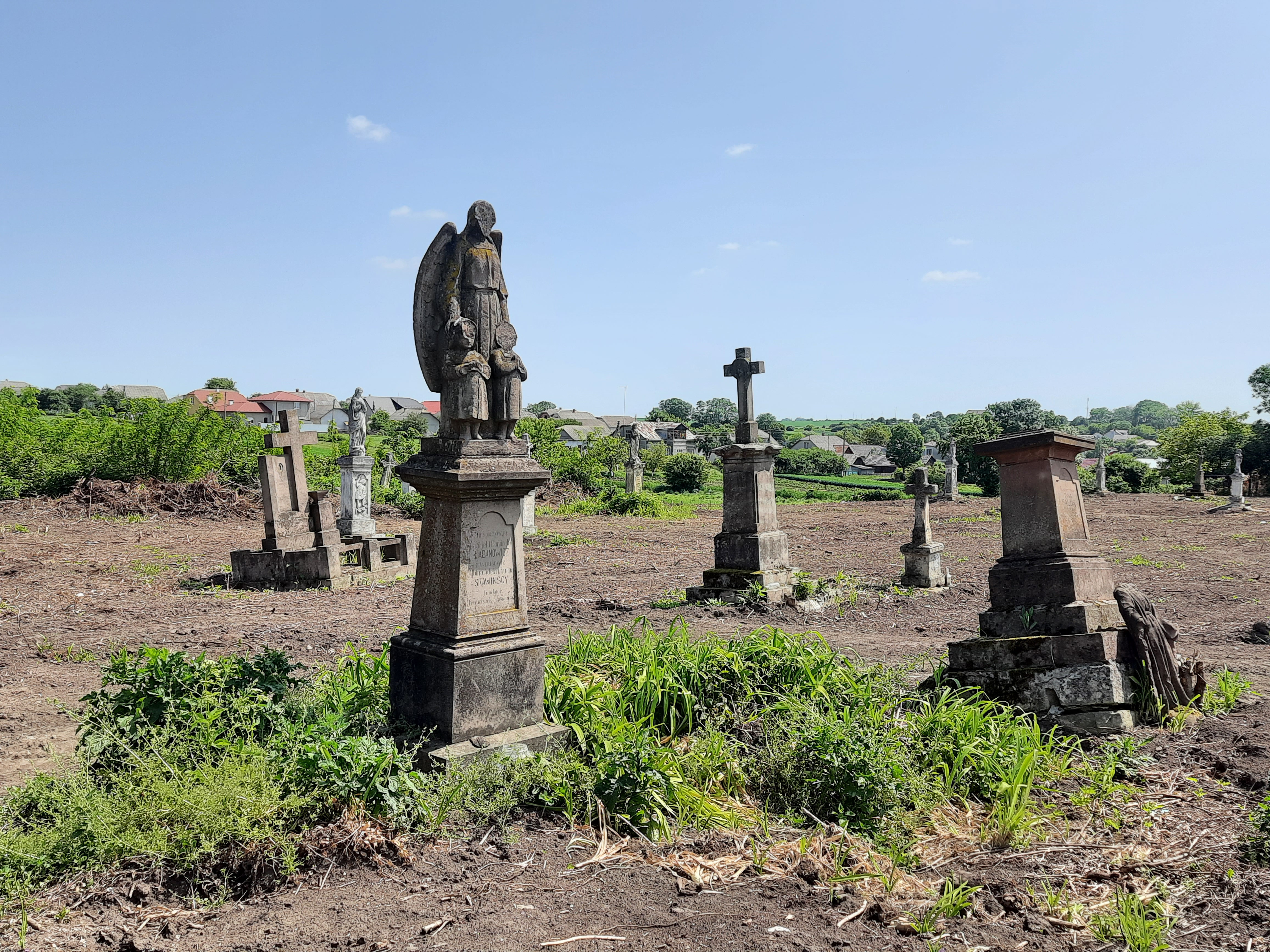
Старий цвинтар